# Établissement public d'aménagement de Saint-Étienne
 (janvier 2024).
La mise en forme du texte ne suit pas les recommandations de Wikipédia : il faut le « wikifier ».
Les points d'amélioration suivants sont les cas les plus fréquents. Le détail des points à revoir est peut-être précisé sur la page de discussion.
- Les titres sont pré-formatés par le logiciel. Ils ne sont ni en capitales, ni en gras.
- Le texte ne doit pas être écrit en capitales (les noms de famille non plus), ni en gras, ni en italique, ni en « petit »…
- Le gras n'est utilisé que pour surligner le titre de l'article dans l'introduction, une seule fois.
- L'italique est rarement utilisé : mots en langue étrangère, titres d'œuvres, noms de bateaux, etc.
- Les citations ne sont pas en italique mais en corps de texte normal. Elles sont entourées par des guillemets français : « et ».
- Les listes à puces sont à éviter, des paragraphes rédigés étant largement préférés. Les tableaux sont à réserver à la présentation de données structurées (résultats, etc.).
- Les appels de note de bas de page (petits chiffres en exposant, introduits par l'outil «  Source ») sont à placer entre la fin de phrase et le point final[comme ça].
- Les liens internes (vers d'autres articles de Wikipédia) sont à choisir avec parcimonie. Créez des liens vers des articles approfondissant le sujet. Les termes génériques sans rapport avec le sujet sont à éviter, ainsi que les répétitions de liens vers un même terme.
- Les liens externes sont à placer uniquement dans une section « Liens externes », à la fin de l'article. Ces liens sont à choisir avec parcimonie suivant les règles définies. Si un lien sert de source à l'article, son insertion dans le texte est à faire par les notes de bas de page.
- La présentation des références doit suivre les conventions bibliographiques. Il est recommandé d'utiliser les modèles {{Ouvrage}}, {{Chapitre}}, {{Article}}, {{Lien web}} et/ou {{Bibliographie}}. Le mode d'édition visuel peut mettre en forme automatiquement les références.
- Insérer une infobox (cadre d'informations à droite) n'est pas obligatoire pour parachever la mise en page.

Pour une aide détaillée, merci de consulter Aide:Wikification.
Si vous pensez que ces points ont été résolus, vous pouvez retirer ce bandeau et améliorer la mise en forme d'un autre article.
L’établissement public d’aménagement de Saint-Étienne (usuellement appelé Epase) est un établissement de droit public français.

## Historique
Face à la crise économique qui frappe Saint-Étienne dans les années 1970 et dépeuple le territoire, la ville a besoin de renouveler son image en se tournant vers l’urbanisme, l’architecture et la culture pour développer son attractivité. Grâce à l’État, un dispositif dédié est créé en 2007: l’Établissement public d’aménagement de Saint-Étienne (Epase), qui porte le projet urbain et de développement économique de façon coordonnée et efficace. L’opération d’aménagement et de rénovation urbaine de Saint-Étienne est déclarée opération d’intérêt national cette même année.

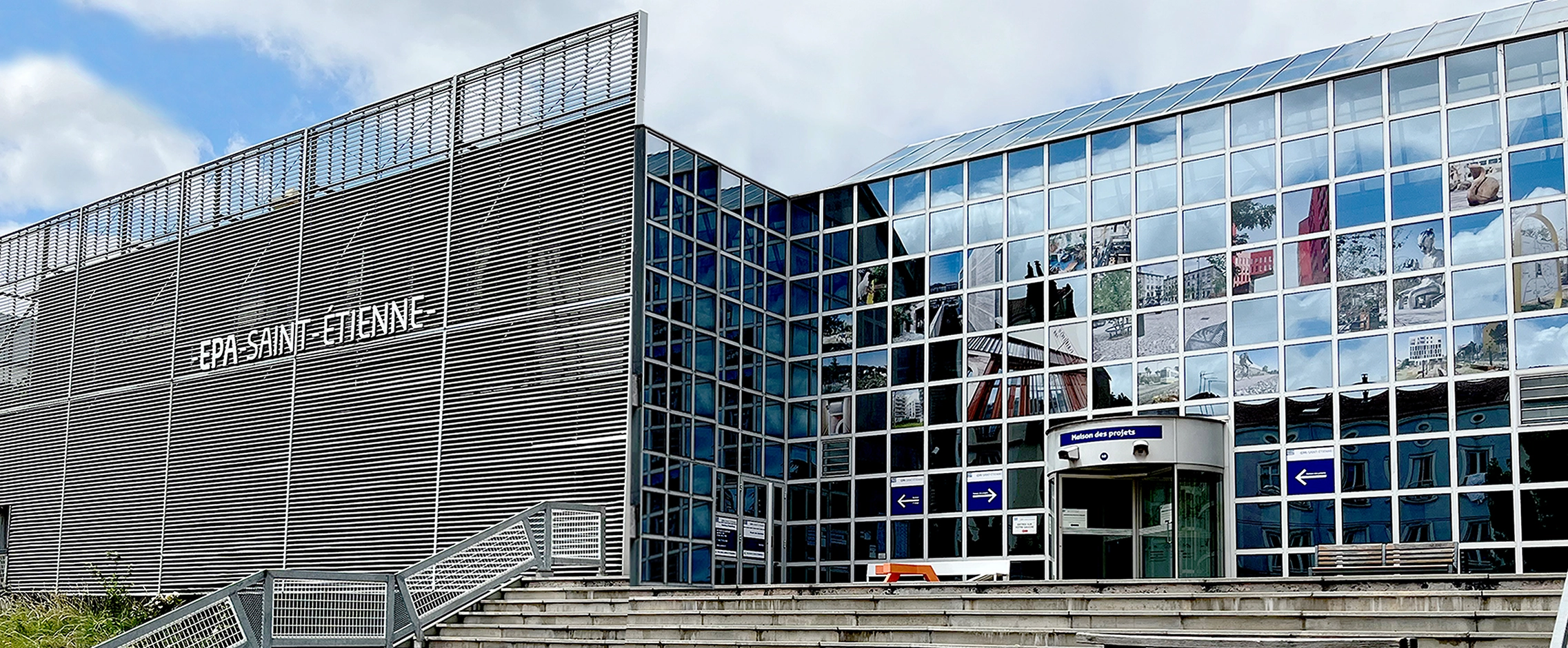
Le siège de l’Établissement public d’aménagement de Saint-Étienne.

## Rôle
En plus de son rôle d’aménageur, l’Epase agit en tant que promoteur immobilier, gestionnaire, investisseur et commercialisateur… Cette approche garantit la capacité d’investissement à long terme, pour les missions qui lui sont assignées : restaurer l’attractivité de la ville, soutenir l’économie locale, dynamiser l’hypercentre, accroitre l’offre commerciale et développer les espaces publics. L’Epase pratique également la réhabilitation urbaine : logements, bâtiments industriels, commerces et propose des aides aux particuliers qui souhaitent rénover leur logement via une convention Opah-Ru (Opération Programmée d’Amélioration de l’Habitat).
L’Epase est financé pour moitié par l‘État et par les collectivités territoriales (Ville de Saint-Étienne, Saint-Étienne Métropole, Conseil départemental de la Loire, région Auvergne-Rhône-Alpes). Ses actions sont définies régulièrement dans le cadre d’un projet partenarial d’aménagement.

## Périmètre d’intervention
Tel que défini dans le texte de loi portant création de l’Epase, le périmètre d’intervention s’étend sur 2 villes, Saint-Étienne et Saint-Jean-Bonnefonds dans le département de la Loire.
Il comprend quatre ZAC (Zone d’aménagement concerté) réparties sur cinq grandes zones : Manufacture - Plaine Achille (107 hectares en ZAC), Pont-de-l’Âne – Monthieu (66 hectares en ZAC), Châteaucreux (53 hectares en ZAC), Jacquard (ZAC), Centre-ville (environ 260 hectares).

## Gouvernance
Le conseil d’administration de l’Epase est constitué de représentants de l’État et des collectivités territoriales, et est présidé par le maire de Saint-Étienne. Il est chargé de déterminer le budget annuel et d’approuver le projet stratégique et opérationnel.
Le directeur général de l’Epase est nommé par arrêté conjoint des ministres de tutelle, après avis du président du Conseil d’administration.